# قاعده ۶۸–۹۵–۹۹.۷

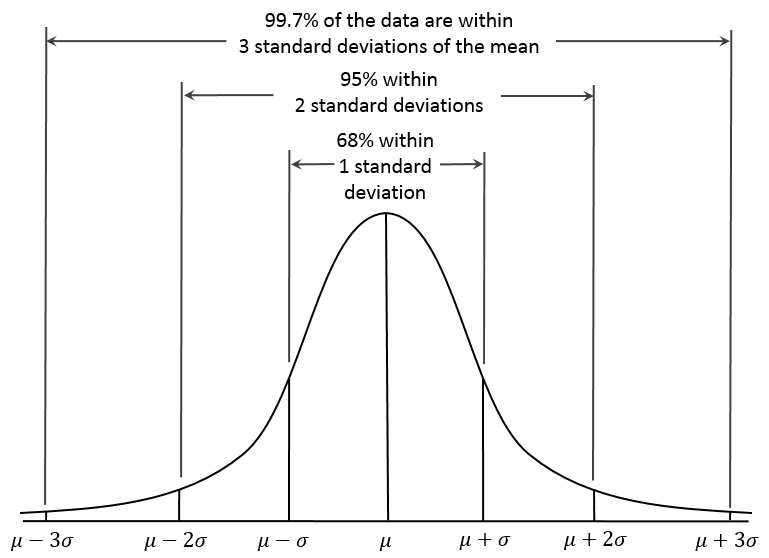
برای توزیع نرمال، مقادیر درون یک انحراف استاندارد از میانگین ۶۸٫۲۷٪ از کل مجموعه را شامل می‌شوند؛ در حالی که در دو انحراف استاندارد ۹۵٫۴۵٪ کل مجموعه؛ و در عرض سه انحراف استاندارد ۹۹٫۷۳ درصد هستند.

در آمار قاعده ۶۸–۹۵–۹۹٫۷ نام مختصر درصد مقادیری است که در اطراف میانگین یک توزیع نرمال قرار می‌گیرند؛ که به ترتیب عرضشان دو و چهار و شش برابرانحراف معیار باشد؛ در نماد ریاضی این حقایق را می‌توان به شرح زیر بیان که در آن X یک مشاهده از متغیر تصادفی با توزیع نرمال و با میانگین μ و σ انحراف از معیار استاندارد باشد:
{\displaystyle }

## جدول مقادیر عددی
| حدود     | مقادیر موردانتظار از کل جمعیت | مقادیر موردانتظار خارج از محدوده از کل جمعیت                                                 | فرکانس وقوع برای یک اتفاق روزانه                                                               |
| -------- | ----------------------------- | -------------------------------------------------------------------------------------------- | ---------------------------------------------------------------------------------------------- |
| μ ± 0.5σ | ۰٫۳۸۲۹۲۴۹۲۲۵۴۸۰۲۶             | 2 در 3                                                                                       | چهار بار در هفته                                                                               |
| μ ± σ    | ۰٫۶۸۲۶۸۹۴۹۲۱۳۷۰۸۶             | 1 در 3                                                                                       | دو بار در هفته                                                                                 |
| μ ± 1.5σ | ۰٫۸۶۶۳۸۵۵۹۷۴۶۲۲۸۴             | 1 در 7                                                                                       | هفتگی                                                                                          |
| μ ± 2σ   | ۰٫۹۵۴۴۹۹۷۳۶۱۰۳۶۴۲             | 1 در 22                                                                                      | هر سه هفته                                                                                     |
| μ ± 2.5σ | ۰٫۹۸۷۵۸۰۶۶۹۳۴۸۴۴۸             | 1 در 81                                                                                      | فصلی                                                                                           |
| μ ± 3σ   | ۰٫۹۹۷۳۰۰۲۰۳۹۳۶۷۴۰             | 1 در 370                                                                                     | سالانه                                                                                         |
| μ ± 3.5σ | ۰٫۹۹۹۵۳۴۷۴۱۸۴۱۹۲۹             | 1 در 2149                                                                                    | هر شش سال                                                                                      |
| μ ± 4σ   | ۰٫۹۹۹۹۳۶۶۵۷۵۱۶۳۳۴             | 1 در ۱۵۷۸۷                                                                                   | هر ۴۳ سال (دوبار در کل زندگی)                                                                  |
| μ ± 4.5σ | ۰٫۹۹۹۹۹۳۲۰۴۶۵۳۷۵۱             | 1 در ۱۴۷۱۶۰                                                                                  | هر ۴۰۳ سال                                                                                     |
| μ ± 5σ   | ۰٫۹۹۹۹۹۹۴۲۶۶۹۶۸۵۶             | 1 در ۱۷۴۴۲۷۸                                                                                 | هر ۴۷۷۶ سال                                                                                    |
| μ ± 5.5σ | ۰٫۹۹۹۹۹۹۹۶۲۰۲۰۸۷۵             | 1 در ۲۶۳۳۰۲۵۴                                                                                | هر ۷۲۰۹۰ سال (سه بار در کل تاریخ انسان خردمند)                                                 |
| μ ± 6σ   | ۰٫۹۹۹۹۹۹۹۹۸۰۲۶۸۲۵             | 1 در ۵۰۶۷۹۷۳۴۶                                                                               | هر 1.38 میلیون سال (دوبر در کل تاریخ انسان)                                                    |
| μ ± 6.5σ | ۰٫۹۹۹۹۹۹۹۱۹۶۸۰                | 1 در ۱۲۴۵۰۱۹۷۳۹۳                                                                             | هر 34 میلیون سال (نیمه راه از رویداد انقراض کرتاسه-پالئوژن)                                    |
| μ ± 7σ   | ۰٫۹۹۹۹۹۹۹۹۷۴۴۰                | 1 در ۳۹۰۶۸۲۲۱۵۴۴۵                                                                            | هر 1.07 میلیارد سال (یک چهارم عمر زمین)                                                        |
| μ ± xσ   | تابع خطا                      | 1 in {\displaystyle {\tfrac {1}{1-\operatorname {erf} \left({\frac {x}{\sqrt {2}}}\right)}}} | هر {\displaystyle {\tfrac {1}{1-\operatorname {erf} \left({\frac {x}{\sqrt {2}}}\right)}}} روز |